# Pingbian
Pingbian (en chino, 屏边; pinyin, Píngbiān) es un condado autónomo, bajo la administración directa de la  Prefectura Honghe en la provincia de Yunnan, República Popular China.  Situada en un valle a 21 km al norte con la frontera de Vietnam. Su área es de 1844 km² y su población total es de 156 000 habitantes.
Pingbian es famosa por sus bosques vírgenes, se les llaman "salón de la belleza natural" (天然美容院). Dawei (大围山), la montaña insignia local por su riqueza se le llama "Banco de genes de flora y fauna" (动植物基因库).

## Toponimia
La región fue llamada Pingbian en 1933 y significa 'barrera fronteriza', esto se debe a su paisaje escarpado en el norte que funcionan como barrera y al estar en la frontera con Vietnam. Según los Archivos de Yunnan: La palabra "Ping" se toma de Pingshan (屏山 'montaña Ping') y "Biang" se toma de Jingbian (ente administrativo creado en 1913). El significado 'barrera fronteriza' como tal sigue sin alteración. 
Como las otras regiones autónomas, se caracteriza por estar asociada a un grupo étnico minoritario, en este caso, los Miao. La región recibió la condición de "autónomo" cuando se estableció el Condado autónomo miao de Pingbian en 1963.

## Administración
El condado autónomo de Pingbian se divide en 8 pueblos que se administran en 1 poblado y 7 villas:
- Poblado Yuping (玉屏镇)
- Villa Dīshuǐ céng (滴水层乡
- Villa Xīnxiàn (新现乡
- Villa Báihé (和平)
- Villa Báiyún (白河乡)
- Villa Xīnhuá (新华乡)
- Villa Wāntáng (湾塘乡)

## Historia
Durante la historia antigua, La zona donde hoy es Pingbian estuvo bajo el mando de la dinastía Han y luego pasó a manos de la dinastía Song. En 1913 se crea el área administrativa de Jingbian (靖边行政区), en 1932 hay una reforma que la dirige para el gobierno provincial, en 1933 cambia a su nombre actual Pingbian. En 1957 queda bajo la Prefectura de Honghe. En marzo de 1960 se combina en el condado de Hekou,en abril de 1963 se separa de Hekou  y el 1 de julio de 1963 se estableció el Condado autónomo miao de Pingbian, bajo la prefectura autónoma de Honghe.

## Clima
Pingbian se encuentra al sur del trópico de Cáncer, mide de norte de a sur 63 km y 55 km de oeste a este. El condado tiene un clima subtropical de montaña, influenciado por su altitud, con inviernos cortos, suaves y secos y veranos calientes y húmedos. Los rangos de temperatura media es de 9,2 °C, siendo sus picos de  21,3 °C en enero y 16,3 °C en julio. La mayor precipitación tiende a ocurrir durante el verano, la primavera es más bien soleada.
la precipitación promedio anual es de 1650 mm, humedad del 87%, luz 1555 horas de sol, combinado a latitudes bajas, el océano al sureste calienta el aire tare lluvia y humedad.
| Parámetros climáticos promedio de Pingbian    | Parámetros climáticos promedio de Pingbian | Parámetros climáticos promedio de Pingbian | Parámetros climáticos promedio de Pingbian | Parámetros climáticos promedio de Pingbian | Parámetros climáticos promedio de Pingbian | Parámetros climáticos promedio de Pingbian | Parámetros climáticos promedio de Pingbian | Parámetros climáticos promedio de Pingbian | Parámetros climáticos promedio de Pingbian | Parámetros climáticos promedio de Pingbian | Parámetros climáticos promedio de Pingbian | Parámetros climáticos promedio de Pingbian | Parámetros climáticos promedio de Pingbian |
| Mes                                           | Ene.                                       | Feb.                                       | Mar.                                       | Abr.                                       | May.                                       | Jun.                                       | Jul.                                       | Ago.                                       | Sep.                                       | Oct.                                       | Nov.                                       | Dic.                                       | Anual                                      |
| --------------------------------------------- | ------------------------------------------ | ------------------------------------------ | ------------------------------------------ | ------------------------------------------ | ------------------------------------------ | ------------------------------------------ | ------------------------------------------ | ------------------------------------------ | ------------------------------------------ | ------------------------------------------ | ------------------------------------------ | ------------------------------------------ | ------------------------------------------ |
| Temp. máx. abs. (°C)                          | 23.3                                       | 27.1                                       | 29.0                                       | 30.6                                       | 31.5                                       | 29.8                                       | 30.7                                       | 31.0                                       | 30.1                                       | 27.6                                       | 26.9                                       | 23.2                                       | '                                          |
| Temp. máx. media (°C)                         | 13.2                                       | 15.2                                       | 19.5                                       | 23.0                                       | 24.5                                       | 25.1                                       | 25.1                                       | 25.3                                       | 23.7                                       | 20.9                                       | 17.4                                       | 14.4                                       | 20.6                                       |
| Temp. media (°C)                              | 9.2                                        | 10.8                                       | 14.4                                       | 17.8                                       | 20.1                                       | 21.3                                       | 21.2                                       | 20.8                                       | 19.3                                       | 16.9                                       | 13.4                                       | 10.0                                       | 16.3                                       |
| Temp. mín. media (°C)                         | 6.7                                        | 8.0                                        | 11.0                                       | 14.2                                       | 17.0                                       | 18.7                                       | 18.6                                       | 18.1                                       | 16.8                                       | 14.5                                       | 11.0                                       | 7.4                                        | 13.5                                       |
| Temp. mín. abs. (°C)                          | −0.8                                       | 0.0                                        | −1.7                                       | 3.6                                        | 9.6                                        | 12.8                                       | 13.8                                       | 14.0                                       | 9.9                                        | 6.2                                        | 2.3                                        | −1.4                                       | '                                          |
| Lluvias (mm)                                  | 26.9                                       | 38.9                                       | 51.6                                       | 101.9                                      | 171.5                                      | 238.0                                      | 326.6                                      | 301.3                                      | 185.5                                      | 108.8                                      | 64.3                                       | 22.9                                       | 1638.2                                     |
| Días de lluvias (≥ 0.1 mm)                    | 15.8                                       | 15.9                                       | 14.6                                       | 15.6                                       | 19.2                                       | 21.5                                       | 24.1                                       | 22.9                                       | 18.7                                       | 16.0                                       | 12.5                                       | 10.2                                       | 207                                        |
| Horas de sol                                  | 96.1                                       | 105.5                                      | 151.9                                      | 180.0                                      | 182.9                                      | 132.0                                      | 133.3                                      | 145.7                                      | 123.0                                      | 102.3                                      | 96.0                                       | 111.6                                      | 1560.3                                     |
| Fuente n.º 1: China Weather (1971−2000), NOAA |                                            |                                            |                                            |                                            |                                            |                                            |                                            |                                            |                                            |                                            |                                            |                                            |                                            |
| Fuente n.º 2: HKO (sun only, 1961−1990)       |                                            |                                            |                                            |                                            |                                            |                                            |                                            |                                            |                                            |                                            |                                            |                                            |                                            |

Nota: las temperaturas extremas son una combinación de datos entre la NOAA (1961−1990) y China Weather (1971−2000)

## Economía
En 2013 la economía local superó un PIB de mil millones de yuanes, más del 50% en industria primaria y secundaria y 45% en industria terciaria.
Pingbian tiene recursos minerales principalmente de antimonio , plomo, zinc, tungsteno, manganeso y otros metales no ferrosos y mármol, sílice , granito, antracita , fósforo y otros minerales no metálicos. 
Productores cereales el cual han tenido subsidio en siembra,baja de impuestos, precios del petróleo que fomentan el cultivo de arroz, maíz, tabaco,eucalipto y caucho . A finales de 2008 los cerdos aumentaron en un 15,29% respecto al año anterior. La sericultura ha aumentado en años recientes.
La tasa de cobertura forestal alcanza el 76,3%.